# 65
65（六十五、ろくじゅうご、むそいつ、むそじあまりいつつ）は自然数、また整数において、64の次で66の前の数である。

## 性質
- 65は合成数であり、正の約数は 1, 5, 13, 65 である。
  - 約数の和は84 。
- 23番目の半素数である。1つ前は62、次は69。
- 5番目の八角数であり、5×(5 × 3 − 2) = 65 。1つ前は40、次は96。
- 65 = 12 + 82 = 42 + 72
  - 2つの平方数の和2通りで表せる2番目の数である。1つ前は50、次は85。(オンライン整数列大辞典の数列 A025285)
  - 異なる2つの平方数の和で表せる19番目の数である。1つ前は61、次は68。(オンライン整数列大辞典の数列 A004431)
    - 異なる2つの平方数の和2通りで表せる最小の数である。次は85。(オンライン整数列大辞典の数列 A025303)
    - 異なる2つの平方数の和 n 通りで表せる最小の数である。1つ前の1通りは5、次の3通りは325。(オンライン整数列大辞典の数列 A093195)

  - 65 = 42 + 72
    - n = 2 のときの 4n + 7n の値とみたとき1つ前は11、次は407。(オンライン整数列大辞典の数列 A074613)
- 65 = 5 × (52 + 1)/2
  - n = 5 のときの n(n2 + 1)/2 の値とみたとき1つ前は34、次は111。
  - 5 × 5 の魔方陣の1列の和は 65 である。1 から 25 (= 52) までの整数の和は 325 であり、5で割ると1列あたり65になる。

| 17 | 24 | 1  | 8  | 15 |
| 23 | 5  | 7  | 14 | 16 |
| 4  | 6  | 13 | 20 | 22 |
| 10 | 12 | 19 | 21 | 3  |
| 11 | 18 | 25 | 2  | 9  |
- 1/65 = 0.0153846… (下線部は循環節で長さは6)
  - 逆数が循環小数になる数で循環節が6になる13番目の数である。1つ前は63、次は70。
- 各位の和が11になる5番目の数である。1つ前は56、次は74。
- 65 = 26 + 1 
  - n = 6 のときの 2n + 1 の値とみたとき1つ前は33、次は129。(オンライン整数列大辞典の数列 A000051)
  - n = 2 のときの n6 + 1 の値とみたとき1つ前は2、次は730。(オンライン整数列大辞典の数列 A002604)
  - 65 = 4 × 24 + 1 より4番目のカレン数である。1つ前は25、次は161。
  - 65 = 1 × 26 + 1 より11番目のプロス数である。1つ前は57、次は81。
  - 65 = 06 + 16 + 26
    - 3連続整数の6乗和で表せる最小の数である。次は794。ただし負の数を含むと1つ前は2。
- 65 = 43 + 1
  - n = 3 のときの 4n + 1 の値とみたとき1つ前は17、次は257。(オンライン整数列大辞典の数列 A052539)
  - n = 4 のときの n3 + 1 の値とみたとき1つ前は28、次は126。(オンライン整数列大辞典の数列 A001093)
  - 65 = 13 + 43
    - 2つの正の数の立方数の和で表せる7番目の数である。1つ前は54、次は72。(オンライン整数列大辞典の数列 A003325)
    - 異なる2つの正の数の立方数の和で表せる4番目の数である。1つ前は35、次は72。(オンライン整数列大辞典の数列 A024670)
- 65 = 82 + 1
  - n = 2 のときの 8n + 1 の値とみたとき1つ前は9、次は513。(オンライン整数列大辞典の数列 A062395)
  - n = 8 のときの n2 + 1 の値とみたとき1つ前は50、次は82。(オンライン整数列大辞典の数列 A002522)
- 65 = 22 + 52 + 62
  - 3つの平方数の和1通りで表せる30番目の数である。1つ前は61、次は67。(オンライン整数列大辞典の数列 A025321)
  - 異なる3つの平方数の和1通りで表せる19番目の数である。1つ前は61、次は66。(オンライン整数列大辞典の数列 A025339)
  - n = 2 のときの 2n + 5n + 6n の値とみたとき1つ前は13、次は349。(オンライン整数列大辞典の数列 A074537)
  - 65 = 22 + 32 + 42 + 62
    - n = 2 のときの 2n + 3n + 4n + 6n の値とみたとき1つ前は15、次は315。
    - 65 = (3+1/2)2 + (5+1/2)2 + (7+1/2)2 + (11+1/2)2
- 斜辺が65の直角三角形は3辺の長さが整数になる異なる直角三角形を4個もつ最小の斜辺の値である。次は85。(オンライン整数列大辞典の数列 A084648)
  - 652 = 162 + 632 = 252 + 602 = 332 + 562 = 392 + 522
  - 異なる n 個の整数の辺の直角三角形をつくる最小の斜辺の値とみたとき1つ前の3個は125、次の4個は3125。(オンライン整数列大辞典の数列 A006339)
- 65 = 34 − 24
  - n = 4 のときの 3n − 2n の値とみたとき1つ前は19、次は211。(オンライン整数列大辞典の数列 A001047)

## その他 65 に関すること
- 原子番号65の元素はテルビウム (Tb)。
- 年始から数えて65日目は3月6日、閏年は3月5日。
- 第65代天皇は花山天皇である。
- 日本の65代目の内閣総理大臣は、田中角栄。
- 大相撲の第65代横綱は貴乃花光司である。
- 第65代ローマ教皇はサビニアヌス（在位：604年9月13日～606年2月22日）である。
- イギリスのポストロックバンド 65daysofstatic
- クルアーンにおける第65番目のスーラは離婚である。
- 日本において、高齢者とは基本的に65歳以上のことを指す。
- 国鉄EF65形電気機関車は、日本国有鉄道（国鉄）が製造した直流電気機関車。
- 国鉄キハ65形気動車は、日本国有鉄道（国鉄）が製造した急行形気動車。